# 蘭嶼野牡丹藤
蘭嶼野牡丹藤（学名：Medinilla hayataina）为野牡丹科野牡丹藤屬下的一个种。